# Hunsterson
Hunsterson – osada w Anglii, w hrabstwie ceremonialnym Cheshire, w dystrykcie (unitary authority) Cheshire East.
Osada jest położona około 4,5 km na północny wschód od Audlem i około 10 km na południe od Crewe. W jej skład wchodzą również mniejsze jednostki osadnicze: Brown Moss, Four Lane End, Foxes Bank i Whittaker's Green. Populacja całości wynosi niewiele ponad 150 osób. Pobliskie wioski − nie licząc Audlem − to Buerton, Hatherton i Hankelow.